# يوكيكو تاكاهاشي
يوكيكو تاكاهاشي (12 نوفمبر 1967 في اليابان - ) هي لاعب كرة طائرة شاطئية ولاعبة كرة طائرة يابانية. شاركت في الألعاب الأولمبية الصيفية 1992 والألعاب الأولمبية الصيفية 1988.

## وصلات خارجية
- يوكيكو تاكاهاشي على موقع الاتحاد الدولي beach volleyball database (الإنجليزية)
- يوكيكو تاكاهاشي على موقع قاعدة بيانات الكرة الطائرة الشاطئية (الإنجليزية)
- يوكيكو تاكاهاشي على موقع اللجنة الأولمبية الدولية (الإنجليزية)
- يوكيكو تاكاهاشي على موقع أوليمبيديا (الإنجليزية)